# Бобруйська вулиця (Мінськ)
Бобруйська вулиця (біл. Бабруйская вуліца) — вулиця в центральній частині Мінська. Розташована паралельно ділянці залізниці біля залізничного вокзалу. Названа так, ймовірно, через розташування поблизу вокзалу Лібаво-Роменської залізниці, першою великою станцією на якій після Мінська був Бобруйськ.
Починається від площі М'ясникова на перетині з вулицями Клари Цеткін (є її продовженням), Совєтскої, Московської і М'ясникова, проходить під шляхопроводом, що з'єднує площу Незалежності і Московську вулицю, Привокзальну площу, вулиці Ленінградську, Кірова, Ульянівську, завершується перехрестям з вулицею Свердлова. Довжина — 1310 метрів.
Забудовується з 1870-го року, коли на деякій відстані від історичного центру міста побудували залізничний вокзал.
Станом на 2017 рік забудована переважно непарна сторона, по парній розташовані залізничний вокзал і Центральний автовокзал. Раніше на парній стороні розташовувалися господарські будівлі вокзалу (згоріли під час радянсько-польської війни). На непарній стороні розташовані фізичний факультет, ректорат та адміністративні будівлі Білоруського державного університету, Інститут ядерних проблем БДУ, житлові будинки, гуртожитки БДТУ. За винятком ректорату БДУ, всі будівлі повоєнної забудови.
На вулиці діють автобусні (1, 5т, 43, 46, 47, 52, 69, 74с, 78, 79, 79д, 85с, 102, 103с, 123, 127, 151э, 187, 192), тролейбусні (3, 4, 7, 16, 20, 30, 32, 36, 44, 58, 67) і трамвайні (1, 2, 4, 7) маршрути, є вихід до станції метро Площа Незалежності.